# Fedez
Федерико Леонардо Луча (итал. Federico Leonardo Lucia; Милано, 15. октобар 1989), познат као Fedez (транскр.  Федез), италијански је репер, певач, текстописац и предузетник.

## Биографија
Рођен је 15. октобра 1989. у Милану. У мају 2017. запросио је Кјару Ферањи током свог концерта у Верони. Имају сина и ћерку. Венчали су се 1. септембра 2018. у Ноту. Активно подржава права ЛГБТ+ особа.

## Дискографија
Студијски албуми
- (2011)
- (2011)
- (2013)
- (2014)
- (2017)
- (2019)
- (2021)